# St. Petri in Ketten (Lengsdorf)

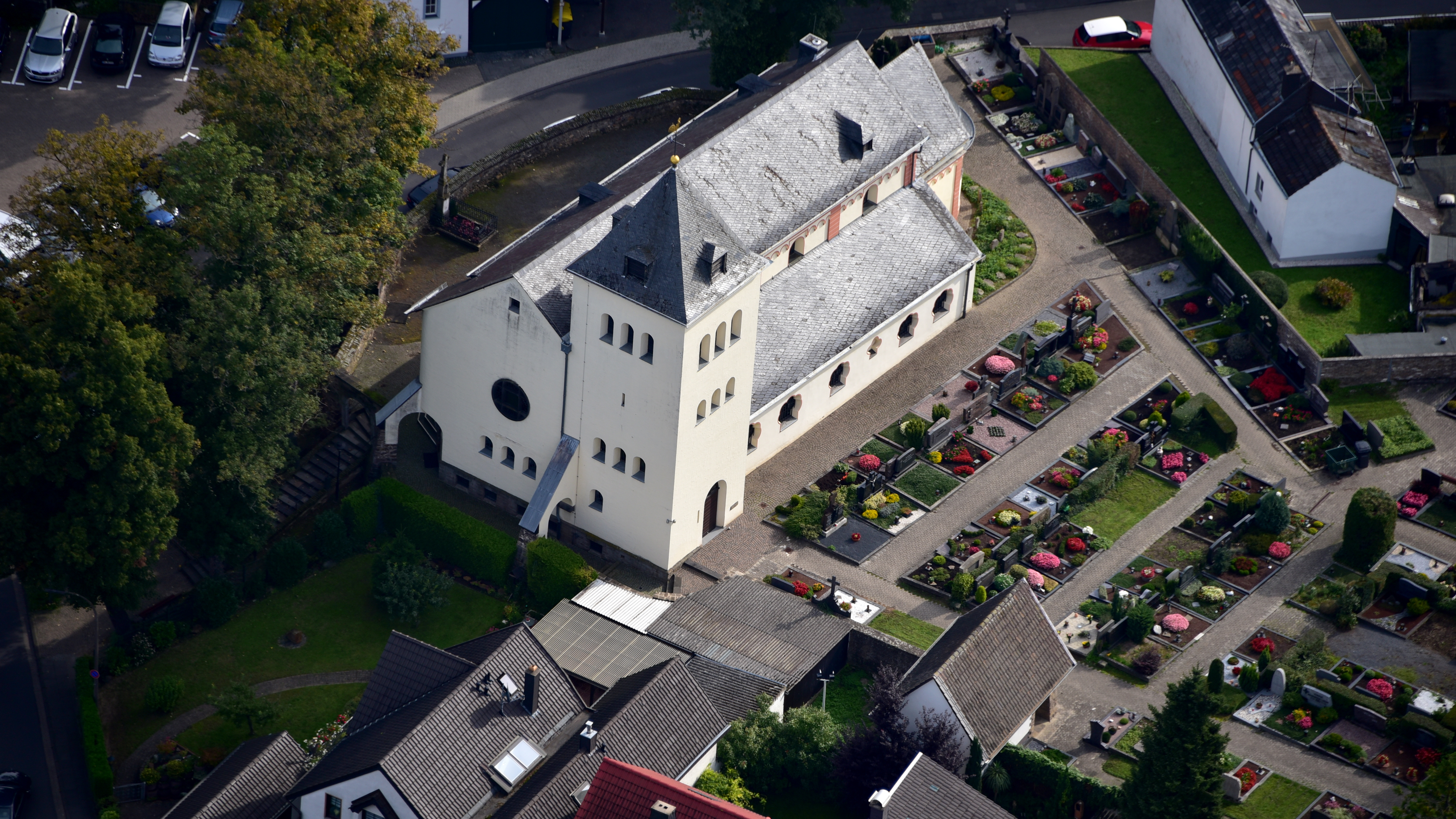
Kirche St. Petri in Ketten, Luftaufnahme (2017)

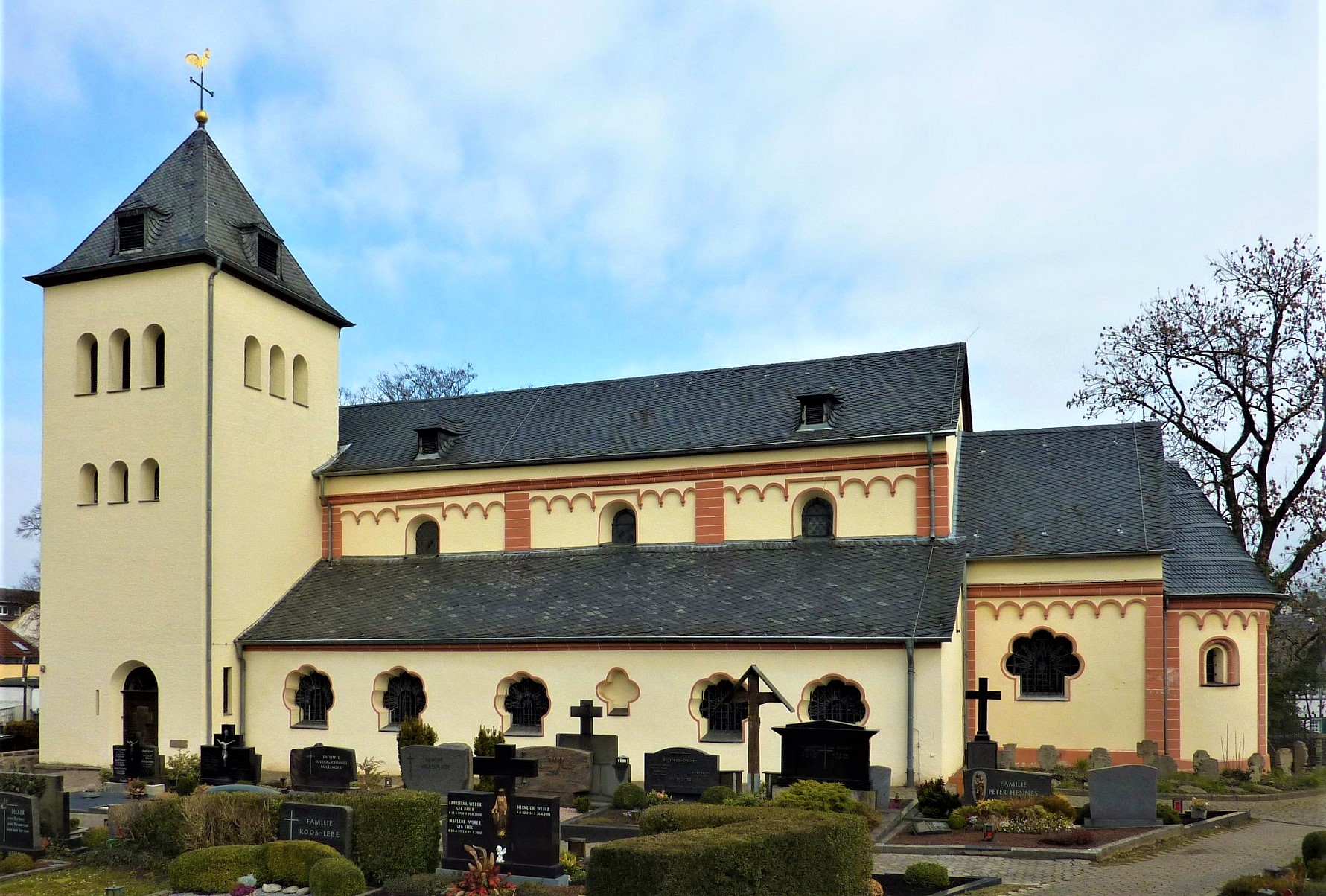
St. Petri in Ketten in Bonn-Lengsdorf, Ansicht 2016

St. Petri in Ketten, Ansicht 1917

St. Peter (früher: St. Petri in Ketten) ist die römisch-katholische Kirche des Bonner Ortsteils Lengsdorf, der zum Stadtbezirk Hardtberg gehört. Sie steht als Baudenkmal unter Denkmalschutz.

## Geschichte
Die erste, nicht mehr existierende, Lengsdorfer Kirche ist aus einer Burgkapelle der karolingischen Zeit hervorgegangen.
Der Standort dieser Kirche war wahrscheinlich mit dem der heutigen Kirche identisch. Bodenfunde in der Umgebung der Kirche stützen diese Vermutung. Heute noch lässt sich der Burgcharakter an der hohen und wuchtigen Nordmauer erkennen, die der Kirche als Stütze dient.
Die Lengsdorfer Pfarrkirche, die dem Bonner Cassius-Stift unterstand, ist bis zu ihrer heutigen Gestalt in mehreren Bauperioden entstanden. Der um 1224 entstandene romanische Chor ist der älteste Teil der Kirche. Bis zum Ende des 13. Jahrhunderts entstanden das Langhaus und das südliche Seitenschiff. Im Gewölbe des dritten Langhausjochs finden sich bereits gotische Stilelemente.

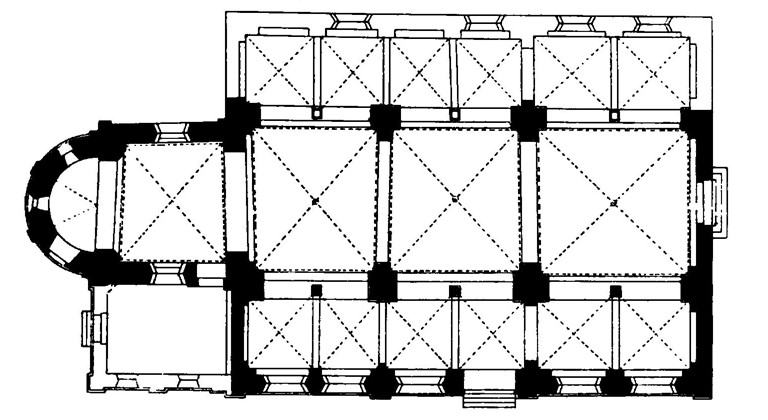
Grundriss, 1905

In dieser Form als zweischiffige Dorfkirche mit mächtigem Turm über dem östlichsten Langhausjoch hat die Kirche viele Jahrhunderte bestanden.
1894 erfolgte der Anbau des nördlichen Seitenschiffs im Stile des älteren südlichen Seitenschiffes sowie der Einbau von Fächerfenstern in beiden Seitenschiffen und im Chor. 1935 wurde nach Plänen des Architekten Jakob Stumpf eine westliche Vorhalle in romanischen Formen angefügt.
Die schweren Beschädigungen des Zweiten Weltkriegs konnten, nach Errichtung eines 1947 vom Bonner Architekten Toni Kleefisch (1888–1975) als Ersatz für den kriegszerstörten Dachreiter geplanten Turm im Jahre 1953, bis zum Jahr 1959 vollständig beseitigt werden. Der Wiederaufbau der Kirche fand im Neubau des Glockenturms an der Westseite der Kirche ihren Abschluss, da der alte Turm, der sich über dem östlichen Langhausjoch befand, während des Krieges zerstört worden war.

## Orgel
1985 schuf die Firma Klais aus Bonn als Opus 1629 ein 18-registriges Instrument für die Lengsdorfer Pfarrkirche. Das Pfeifenmaterial des Vorgängerbaus (Opus 196, ebenfalls aus dem Hause Klais) fand hierbei Verwendung. Die Trakturen sind mechanisch (Spieltraktur) und elektrisch (Registertraktur) ausgeführt.
| I Hauptwerk |       |
| Principal   | 8′    |
| Flöte       | 8′    |
| Octave      | 4′    |
| Rohrflöte   | 4′    |
| Waldflöte   | 2′    |
| Mixtur IV   | 1 ⁄3′ |
| Cornett III | 2 ⁄3′ |

| II Schwellwerk   |       |
| Lieblich Gedackt | 8′    |
| Salicional       | 8′    |
| Harmonieflöte    | 4′    |
| Prinzipal        | 2′    |
| Larigot          | 1 ⁄3′ |
| Trompete         | 8′    |

| Pedal      |       |
| Subbass    | 16′   |
| Offenbaß   | 8′    |
| Gedackt    | 8′    |
| Piffaro II | 4′+2′ |
| Fagott     | 16′   |

- Koppeln:
  - Normalkoppeln: II/I, I/P, II/P
- Spielhilfen: 1 freie Kombination, Handregister, Tutti, Auslöser

## Glocken
Vor den beiden Weltkriegen existierte ein dreistimmiges Geläut. Die große Petrusglocke wurde 1792 von den lothringischen Gießern Claude de Forest, Nicolas Simon und Clément (I.) Drouot gegossen. Sie trug die Inschrift: Ich bin sant Peters Clock / Gott stärke meinen Rock. Die nächstkleineren Glocken stammten von Georg Claren, 1828 und von C. Renaud, 1810. Dieses Geläut wurde im Ersten Weltkrieg vernichtet und bereits 1922 durch ein dreistimmiges Geläut der Glockengießerei Junker & Edelbrock ersetzt, das in den Schlagtönen as1, b1 und c2 erklang. Der Zweite Weltkrieg zerstörte auch dieses Geläut. 1955 goss die Glockengießerei Petit & Gebr. Edelbrock aus Gescher vier Glocken.
| Nr. | Name         | Gussjahr | Gießer, Gussort                  | Durchmesser (mm) | Masse (kg) | Schlagton (HT-1/16) |
| 1   | Petrus       | 1955     | Petit & Gebr. Edelbrock, Gescher | 1.164            | 1.004      | f1 +2               |
| 2   | Regina Pacis | 1955     | Petit & Gebr. Edelbrock, Gescher | 1.025            | 679        | g1 +1               |
| 3   | Antonius     | 1955     | Petit & Gebr. Edelbrock, Gescher | 847              | 364        | b1 +2               |
| 4   | Joseph       | 1955     | Petit & Gebr. Edelbrock, Gescher | 753              | 262        | c2 +2               |